# Сборникъ македонскихъ пѣсенъ, сказокъ, обычаевъ С. И. Верковича
„Сборникъ македонскихъ пѣсенъ, сказокъ, обычаевъ С. И. Верковича“ (в превод от руски език Сборникът с македонски песни, приказки и обичаи на С. И. Веркович) е труд на руския учен Пьотър Лавров с коментар върху петербургския архив с български фолкорни произведения на Стефан Веркович, издаден от в Санкт Петербург в 1908 година.
С тази си студия Лавров заявява, че в Санкт Петербург се пази „обемен сборник с народни песни, приказки и обичаи, записани в Южна Македония от известния любител и събирач на народни старини и народно творчество С. И. Веркович“. От този архив по-късно са издадени два обемисти сборника: „Сборникъ Верковича. Ι. Народныя пѣсни македонскихъ болгаръ“ (1920) и „Lidové povídky jihomakedonské“ (1932). Тези материали по сведения на Иржи Поливка са били откупени от Веркович от Руската академия на науките.
В труда си Лавров разглежда Веркович като събирач на старини, обогатил музеите в Русия и Западна Европа, и като събирач на фолклор. Лавров смята, че събраните македонски народни песни не отстъпват на сръбските по красота и форма. Разглежда юнашките песни и заявява, че голям брой от тях са част от цикъла на Крали Марко и се съгласява с мнението, че този цикъл доминира в западнобългарските краища, особено в Македония. Сбирката е интересна и защото показва наличие на песни за Крали Марко и в крайния македонски юг – Солунско.